# Kalserbach
Il Kalserbach è un torrente del Tirolo orientale e assieme al Tauernbach e allo Schwarzach è uno dei principali affluenti dell'Isel. Nasce come emissario del Dorfersee nella Kalser Dorfertal a 1990 m s.l.m. e scorre in questa fino alla Kalser Tal. Presso Huben il torrente sfocia nell'Isel, dopo un corso di 21,36 chilometri, ad una quota di 790 metri. Il suo bacino idrografico è di quasi 170 km2.

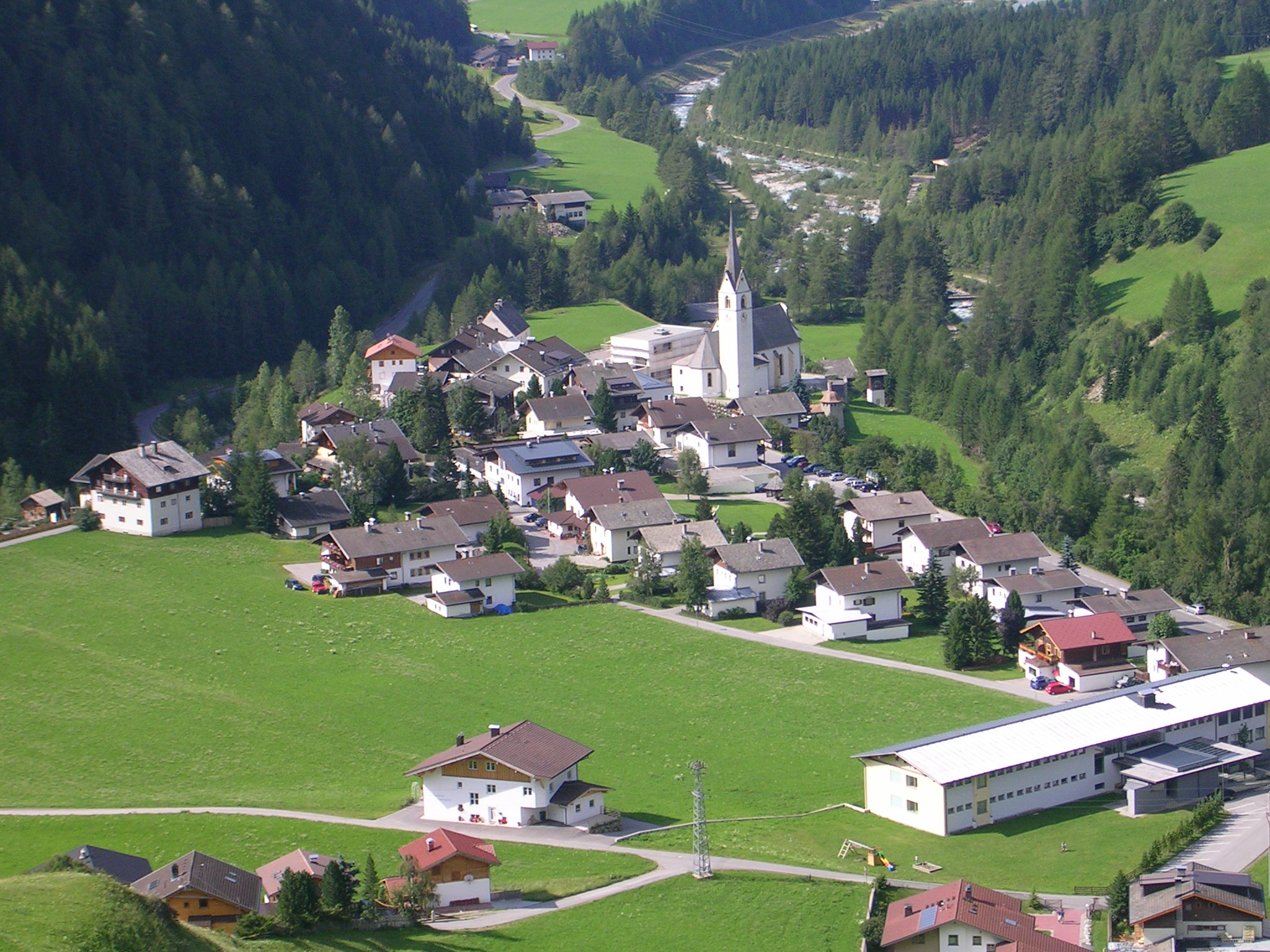
Ködnitz sul Kalserbach